# نيشان خدمة الوطن في القوات المسلحة السوفيتية

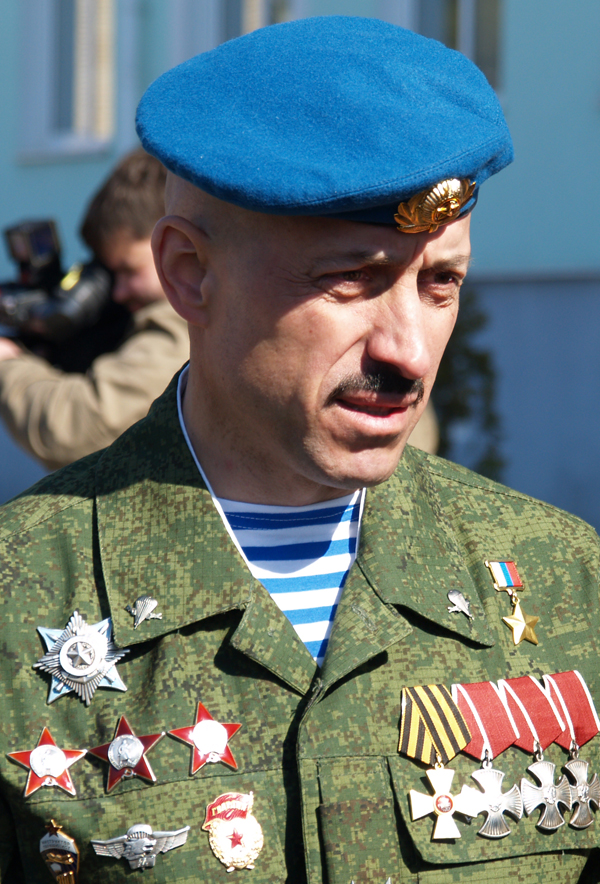
صورة المقدم أناتولي ليبيد يرتدي وسامته من الدرجة الثالثة.

وسام «للخدمة للوطن في القوات المسلحة لاتحاد الجمهوريات الاشتراكية السوفياتية» ((الروسية: Орден «За службу Родине в Вооружённых Силах СССР»))، المعروف أيضًا باسم وسام «للخدمة للوطن الأم في القوات المسلحة لاتحاد الجمهوريات الاشتراكية السوفياتية» ، كان وساماً عسكريًا سوفيتيًا يُمنح في ثلاث فئات للتميز للأفراد العسكريين.

## تاريخ الجائزة
تم إنشاء الوسام«الخدمة للوطن في القوات المسلحة لاتحاد الجمهوريات الاشتراكية السوفياتية» في 28 أكتوبر 1974 بموجب مرسوم صادر عن هيئة رئاسة مجلس السوفيات الأعلى لاتحاد الجمهوريات الاشتراكية السوفياتية،  مما يجعله أول الوسام عسكري تم إنشاؤه بعد نهاية الحرب العالمية الثانية.

## نظام الجائزة
تم منح وسام «الخدمة للوطن في القوات المسلحة لاتحاد الجمهوريات الاشتراكية السوفياتية» لجنود الجيش السوفيتي أو البحرية أو القوات الحدودية أو الداخلية: لإنجازاتهم في القتال والتدريب السياسي، وللحفاظ على الاستعداد القتالي العالي وتطوير جيش جديد معدات؛ للأداء العالي في الخدمة؛ من أجل الإنجاز الناجح لمهام القيادة الخاصة؛ للشجاعة والتفاني الذي يظهر أثناء أداء الواجبات العسكرية؛ لخدمات أخرى للأمة أثناء الخدمة في القوات المسلحة. 
تم تقسيم الوسام«الخدمة للوطن في القوات المسلحة لاتحاد الجمهوريات الاشتراكية السوفياتية» إلى ثلاث فئات، الأولى والثانية والثالثة، والدرجة الأولى هي الأعلى. تم منح كل فئة بالتسلسل من الثالث إلى الأول. 
لمتلقي الوسام«الخدمة للوطن في القوات المسلحة لاتحاد الجمهوريات الاشتراكية السوفياتية» من أي فئة الحق في: 
- الأولوية في اختيار أماكن المعيشة؛
- السفر الشخصي المجاني ذهابًا وإيابًا سنويًا بالسكك الحديدية (القطارات السريعة أو قطارات الركاب)، عن طريق السفن (في كبائن الدرجة الأولى، خطوط النقل السريع أو خطوط الركاب)، عن طريق الجو أو عن طريق النقل البري لمسافات طويلة؛
- الاستخدام الشخصي المجاني لجميع أنواع نقل الركاب في المناطق الحضرية في المناطق الريفية داخل حدود الجمهورية (باستثناء سيارات الأجرة)؛
- قسائم مجانية لمصحة أو استراحة (مرة واحدة في السنة بناءً على توصية مؤسسة طبية)؛
- التوفر غير العادي للخدمات المجتمعية التي تقدمها الشركات المحلية أو المؤسسات الثقافية أو التعليمية؛ و،
- 15٪ زيادة في المعاش.

يتم ارتداء وسام «الخدمة للوطن في القوات المسلحة لاتحاد الجمهوريات الاشتراكية السوفياتية» على الجانب الأيمن من الصندوق بعد وسام النجمة الحمراء وترتيب الأقدمية الطبقية.  عند ارتدائها مع أوامر صادرة عن الاتحاد الروسي، يكون للأخير الأسبقية.

## وصف الجائزة
يتألف ترتيب «الخدمة للوطن في القوات المسلحة لاتحاد الجمهوريات الاشتراكية السوفياتية» من نجمتين بأربعة رؤوس من 58 مم × 58 مم متقاطعة بزاوية 90 درجة، والنجمة العليا لها النقاط الرأسية والأفقية. كان النجم الخلفي مطليًا بالمينا باللون الأزرق الفاتح مع حواف مذهبة وصاروخان من الفضة المؤكسدة محدبة متقاطعة باتجاه اليسار العلوي واليمين العلوي. وكانت مخاريط أنف الصواريخ وأجزاء الذيل مذهبة. كان النجم العلوي مكونًا من أشعة متباينة، في وسطه، ميدالية دائرية تحتوي على نجمة محدبة خماسية الشكل داخل إكليل من خشب البلوط على خلفية زرقاء، محاطًا بشريط أبيض مطلي بالمينا مكتوب عليه: «لخدمة الوطن الأم في القوات المسلحة لاتحاد الجمهوريات الاشتراكية السوفياتية»((الروسية: «За службу Родине в ВС СССР»)) على الجانبين والأعلى، وصورة المطرقة والمنجل في الأسفل. تم تثبيت الميدالية المركزية فوق مرساة فضية مؤكسدة وأجنحة بارزة من الأعلى والأسفل والجانبين. وزن الطلب 64.5 جرام. 
الاختلافات الرئيسية بين الفئات الثلاث للترتيب: 
- الدرجة الأولى - كانت النجمة الأربعة المدببة والنجمة الخماسية المركزية مذهبة؛
- الدرجة الثانية - كانت النجمة الأربعة المدببة فضية والنجمة الخماسية المركزية مطلية بالذهب؛
- الدرجة الثالثة - كانت النجمة الأربعة الأولى والنجمة الخماسية المركزية فضية.

كانت الأشرطة التي يجب ارتداؤها على الزي في شريط الشريط عندما لم يتم ارتداء الطلب هي:
- الدرجة الأولى - أزرق مع شريط مركزي أصفر بعرض 6 مم؛
- الدرجة الثانية - أزرق مع شريطين صفراء بعرض 3 مم يفصل بينهما 1 مم؛
- الدرجة الثالثة - أزرق مع ثلاثة خطوط صفراء بعرض 2 مم تفصل بينها مسافة 1 مم.

| الدرجة الأولى | الدرجة الثانية | الدرجة الثالثة |
| ------------- | -------------- | -------------- |
|               |                |                |
| Ribbon        |                |                |
|               |                |                |

| 1st صنف | الدرجة الثانية | الطبقة 3RD |
| ------- | -------------- | ---------- |
|         |                |            |
| شريط    |                |            |
|         |                |            |

## المستلمون
تم التنصيب الأول ل الوسام«الخدمة للوطن في القوات المسلحة لاتحاد الجمهوريات الاشتراكية السوفياتية» من الدرجة الثالثة في 17 فبراير 1975، وتم منح الدرجة الأولى من الدرجة الثانية في 30 يوليو 1976 والجوائز الأولى من الدرجة الأولى في عام 1982 . من عام 1975 إلى إلغاء النظام بعد حل الاتحاد السوفيتي عام 1991، تم منح 69576 طلبًا من الدرجة الثالثة و 589 من الدرجة الثانية و 13 فقط من الدرجة الأولى (كامل كافالييرز). فيما يلي قوائم (غير كاملة) بالمستلمين:

### الفرسان الكاملون (القائمة الكاملة)
- اللفتنانت جنرال IK Kolodyazhny (11.02.1982)
- اللواء VP Shcherbakov (02.11.1982)
- العقيد الجنرال إي جي زافيالوف (16.02.1982)
- كابتن الصف الأول VA بوروشين (02.16.1982)
- العقيد ج. ك. لوشكاريف (17.05.1982)
- الفريق أ. بوروفسكي (12.27.1982)
- كابتن الصف الأول أ.كازاكوف (27.12.1982)
- العقيد م. أورلوف (27.12.1982)
- اللواء العام للقوات الداخلية أ. فيريفكين (1989.01.03)
- الأدميرال فلاديمير سيرجيف (1989/05/05)
- العقيد بوريس أغابوف (24.05.1989)
- العقيد جنرال ج. ف. بيدوكوف (25.05.1987)
- العقيد الجنرال أتشالوف فرجينيا (02.22.1990)

### كافالييرز من الفئتين الثانية والثالثة (قائمة جزئية)
- جنرال الجيش إيغور نيكولايفيتش روديونوف
- الأدميرال فلاديمير غريغوريفيتش يغوروف
- أميرال الأسطول فيليكس نيكولايفيتش جروموف
- مشير الطيران يفغيني ياكوفليفيتش سافيتسكي
- الجنرال فيكتور بتروفيتش دوبينين
- العقيد السابق والرئيس الثالث لجمهورية الشيشان إشكيريا أصلان (خالد) علييفيتش مسخادوف
- اللفتنانت جنرال والسياسي الكسندر ايفانوفيتش ليبيد

### كافالييرز من الدرجة الثالثة (قائمة جزئية)
- جنرال الجيش نيكولاي إيجوروفيتش ماكاروف
- المقدم أناتولي فياتشيسلافوفيتش ليبيد
- اللفتنانت جنرال فلاديمير أناتوليفيتش شامانوف
- مشير الاتحاد السوفياتي سيرجي ليونيدوفيتش سوكولوف
- مارشال الطيران الكسندر إيفانوفيتش بوكريشكين
- مارشال الاتحاد السوفيتي إيفان إغناتيفيتش ياكوبوفسكي
- مشير الاتحاد السوفياتي سيرجي فيودوروفيتش أخيرومييف
- أميرال الأسطول فلاديمير فاسيليفيتش ماسورين
- الكولونيل جنرال جينادي نيكولايفيتش تروشيف
- جنرال الجيش أناتولي فاسيلييفيتش كفاشينين
- رائد الفضاء اللواء أندريان جريجوريفيتش نيكولاييف
- رائد الفضاء اللواء أليكسي Arkhipovich ليونوف
- رائد الفضاء اللفتنانت جنرال جورجي تيموفييفيتش بيغوفوي
- رائد الفضاء اللواء فلاديمير ألكساندروفيتش شاتالوف
- رائد الفضاء العقيد بوريس فالنتينوفيتش فولينوف
- رائد الفضاء العقيد الجنرال بيوتر إيليتش كليموك
- اللفتنانت جنرال والقائد العسكري فاليري ميخائيلوفيتش خليلوف
- رائد الفضاء اللواء فلاديمير ألكساندروفيتش دزانيبيكوف
- رائد الفضاء اللواء فلاديمير فاسيلييفيتش كوفاليونوك
- اختبار رائد الفضاء العقيد فيكتور ميخائيلوفيتش أفاناسييف
- مشير الاتحاد السوفيتي ألكسندر ميخائيلوفيتش فاسيليفسكي
- رائد الفضاء الكولونيل أناتولي نيكولايفيتش بيريزوفوي
- رائد الفضاء الكولونيل فاليري إيليتش روزديستفينسكي
- مشير الاتحاد السوفياتي كيريل سيمونوفيتش موسكالينكو
- اللفتنانت جنرال والسياسي رسلان سلطانوفيتش أوشيف
- الكابتن الثالث فاليري ميخائيلوفيتش سابلين
- أميرال أسطول الاتحاد السوفيتي سيرجي جورجييفيتش جورشكوف
- بطل بيلاروسيا Uładzimir Mikałajevič Karvat
- مشير الاتحاد السوفياتي فيكتور جورجييفيتش كوليكوف

## روابط خارجية
- المكتبة القانونية لاتحاد الجمهوريات الاشتراكية السوفياتية